# Raymond T. Odierno

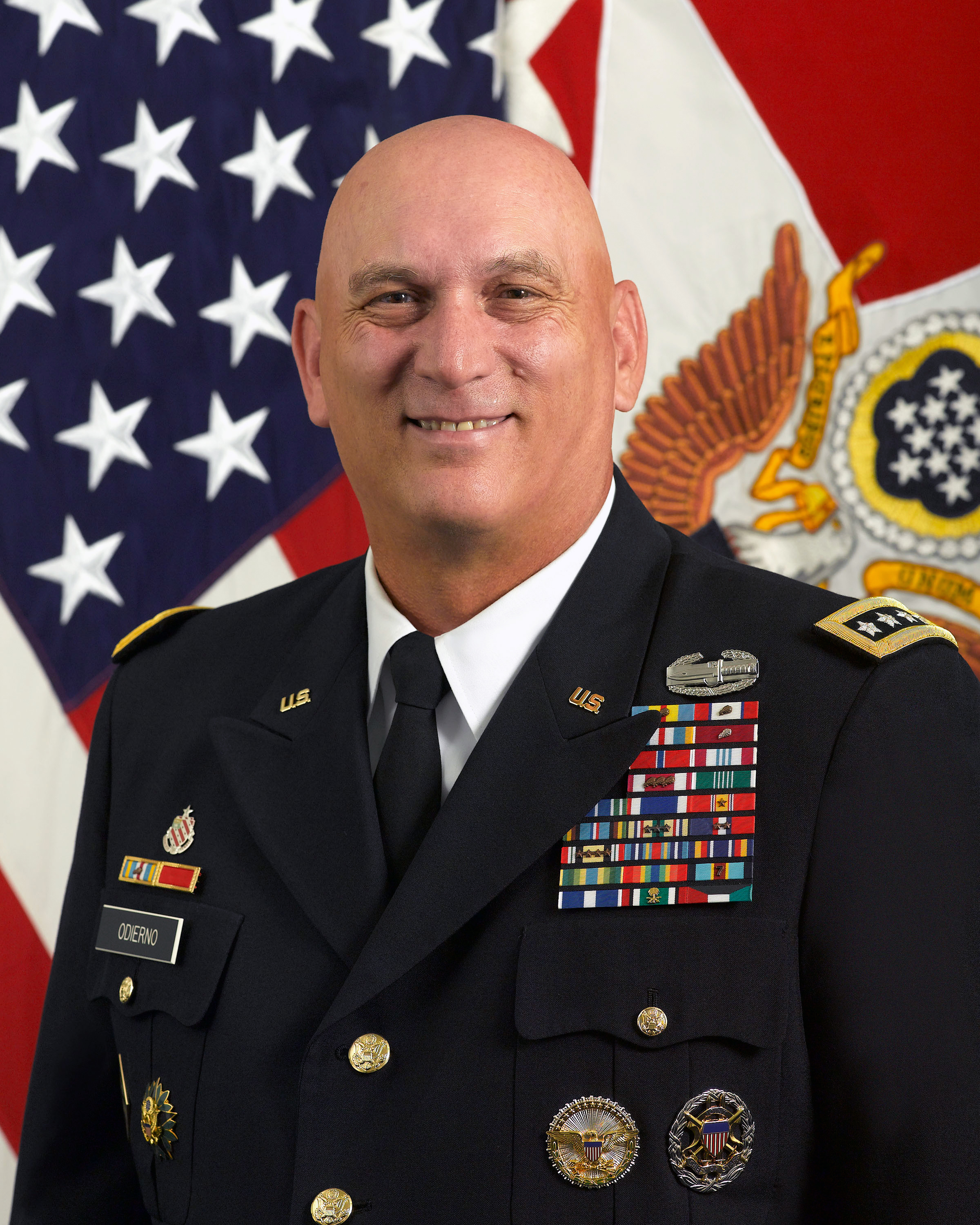
General Raymond T. Odierno im September 2011

Raymond Thomas Odierno (* 8. September 1954 in Rockaway, New Jersey; † 8. Oktober 2021) war ein General der US Army. Er war vom 7. September 2011 bis zum 14. August 2015 Chief of Staff of the Army.
Zuvor war er von September 2008 bis September 2010 Kommandeur der Multi-National Force Iraq (seit Januar 2010 United States Forces Iraq) und kommandierte davor vom Mai 2006 bis zum Juli 2008 das III. US-Korps, welches vom 14. Dezember 2006 bis zum 14. Februar 2008 als Multi-National Corps Iraq in Bagdad stationiert war und damit direkt der Multi-National Force Iraq unterstand.

## Militärische Laufbahn
Odierno wuchs im Norden des US-Bundesstaats New Jersey auf, besuchte die US Military Academy in West Point und schloss diese mit einem Bachelor of Science und einem Offizierspatent als Second Lieutenant im Juni 1976 ab. Später machte er noch zwei Master-Abschlüsse an der North Carolina State University und dem Naval War College, einen in nuklearem Ingenieurwesen und den anderen in nationaler Sicherheit und Strategie. Zudem war Odierno Absolvent des US Army War College.
Erste Verwendungen führten ihn nach Deutschland, wo er in der 7. US-Armee als Zugführer eines Platoons und als Inspektionsoffizier des 1. Bataillons, 41. US-Feldartillerieregiment, 56. US-Feldartilleriebrigade diente. Später bekleidete er den Posten des Aide-de-camp des Kommandierenden Generals der Brigade. Nach dem Abschluss des erweiterten Artillerieoffizierkurses wurde Odierno zur Artillerie des XVIII. US-Luftlandekorps nach Fort Bragg, North Carolina, versetzt. Hier diente er als Batteriechef der Alpha-Batterie und als Operationsoffizier (S-3) des 1. Bataillons, 73. US-Feldartillerieregiment. Während der Operationen Desert Shield/Storm 1990/91 diente Odierno zuerst als Executive Officer (XO) des 2. Bataillons, 3. US-Feldartillerieregiment und danach als XO der Divisionsartillerie der 3. US-Panzerdivision. Anschließend übernahm er das Kommando über das 2. Bataillon, 8. US-Feldartillerieregiment der 7. US-Infanteriedivision und danach über die Divisionsartillerie der 1. US-Kavalleriedivision.
In Stabsverwendungen diente Odierno als Rüstungskontrolloffizier im Büro des US-Verteidigungsministers; als Stabschef des V. US-Korps, zu der Zeit Teil der 7. US-Armee, in Deutschland; als assistierender Divisionskommandeur für Unterstützung der 1. US-Panzerdivision; 1999 als stellvertretender Kommandierender General der Task Force Hawk in Albanien unter General Wesley K. Clark und als Direktor für Truppenmanagement im Büro des stellvertretenden Stabschefs für Operationen und Planung im Hauptquartier der US Army in Washington, D.C.

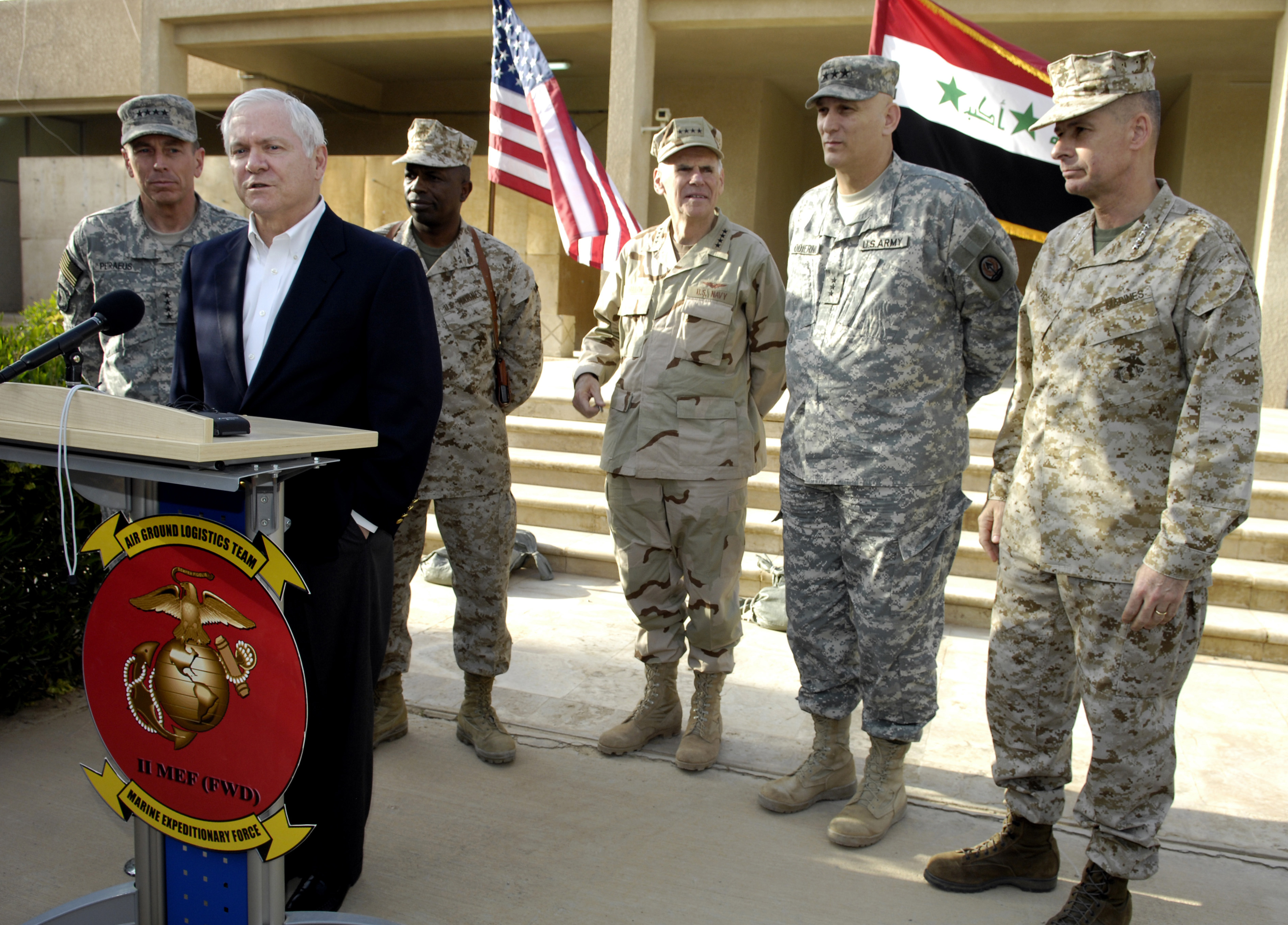
GEN Petraeus, US-Verteidigungsminister Gates, MajGen. Gaskin, Adm. Fallon, LTG Odierno und Gen. Pace, 2007.

Im Anschluss daran übernahm Odierno vom Oktober 2001 bis zum Juni 2004 in Fort Hood, Texas, das Kommando über die 4. US-Infanteriedivision. Während dieser Zeit war er vom März 2003 bis zum April 2004 mit der Division im Irak eingesetzt. Im Dezember 2003 griffen seine Truppen Saddam Hussein auf.
Nach diesem Truppenkommando kehrte er zurück ins Pentagon und diente dort als Assistent des Vorsitzenden der Joint Chiefs of Staff, unter den Generälen Richard B. Myers und Peter Pace, vom 3. November 2004 bis zum 1. Mai 2006. Zusätzlich übernahm er den Posten des Senior Military Advisor der US-Außenministerin Condoleezza Rice und begleitete diese bei Staatsbesuchen.
Am 15. Mai 2006 übernahm Odierno dann als Kommandierender General das III. US-Korps, welches vom 14. Dezember 2006 an als Multi-National Corps Iraq in Bagdad stationiert war und damit direkt der Multi-National Force Iraq unterstand. Im Februar 2008 wurde er für den Posten des Vice Chief of Staff of the Army (VCSA) nominiert. Am 14. Februar 2008 übergab Odierno in Bagdad die Aufgaben des Multi-National Corps Iraq an Lloyd J. Austin III. und dem ihm unterstehenden XVIII. US-Luftlandekorps.
Durch den Rücktritt von Admiral William J. Fallon als Kommandeur des US Central Command wurde ebendieser Posten im März 2008 unerwartet frei. Daraufhin wurde General David H. Petraeus im April als Fallons Nachfolger nominiert und im Juli von US-Senat bestätigt. Zugleich wurde die Nominierung Odiernos für den Posten des VCSA hinfällig, da er nun im August oder September General Petraeus’ Posten als Kommandeur der Multi-National Force Iraq übernehmen sollte. Dies wurde im Juli vom US-Senat bestätigt. Am 16. Juli 2008 übergab er das Kommando über das III. US-Korps an Lieutenant General Rick Lynch.
Am 16. September 2008 übernahm Odierno von David Petraeus das Kommando über die Multi-National Force Iraq in Bagdad. Nachdem alle verbündeten Staaten der Koalition der Willigen ihre Truppen im Laufe des Jahres 2009 abgezogen hatten, wurde das Kommando in United States Forces Iraq umbenannt. Dieses Kommando übergab Odierno am 1. September 2010 an Lloyd J. Austin III. Odierno selbst übernahm am 29. Oktober 2010 den Posten des Kommandeurs des US Joint Forces Command. Seine Aufgabe auf diesem Kommandoposten war die Auflösung der Einheit aufgrund von Sparzwängen. Er schloss diese Aufgabe am 31. August 2011 offiziell ab.
Odierno starb am 8. Oktober 2021 infolge einer Krebserkrankung im Alter von 67 Jahren.

## Auszeichnungen
Auswahl der Dekorationen, sortiert in Anlehnung der Order of Precedence of Military Awards:
- Defense Distinguished Service Medal (4 ×)
- Army Distinguished Service Medal (2 ×)
- Defense Superior Service Medal
- Legion of Merit (6 ×)
- Bronze Star
- Defense Meritorious Service Medal
- Meritorious Service Medal (4 ×)
- Army Commendation Medal
- Army Achievement Medal
- National Defense Service Medal (2 ×)
- Southwest Asia Service Medal (4 ×)
- Kosovo Campaign Medal (3 ×)
- Iraq Campaign Medal (5 ×)
- Global War on Terrorism Expeditionary Medal
- Global War on Terrorism Service Medal
- Armed Forces Service Medal
- Großoffizier des Verdienstordens der Italienischen Republik

### Beförderungen
| Rangabzeichen      | Rang               | Beförderungsdatum  |
| ------------------ | ------------------ | ------------------ |
| Second Lieutenant  | Second Lieutenant  | 2. Juni 1976       |
| First Lieutenant   | First Lieutenant   | 2. Juni 1978       |
| Captain            | Captain            | 1. August 1980     |
| Major              | Major              | 1. Dezember 1986   |
| Lieutenant Colonel | Lieutenant Colonel | 1. Februar 1992    |
| Colonel            | Colonel            | 1. September 1995  |
| Brigadier General  | Brigadier General  | 1. Juli 1999       |
| Major General      | Major General      | 1. November 2002   |
| Lieutenant General | Lieutenant General | 1. Januar 2005     |
| General            | General            | 16. September 2008 |